# Człowiek z Altamury
Człowiek z Altamury – szczątki kopalnego przedstawiciela rodzaju Homo, odkryte w październiku 1993 roku w jaskini Lamalunga koło Altamury we włoskiej prowincji Bari przez grupę speleologów z Centro Altamurano per le Ricerche Speleologiche.
Prawie kompletnie zachowany szkielet należy do osobnika, który wpadł do wnętrza jaskini, ponosząc śmierć na miejscu lub nie mogąc się z niej już wydostać. Szczątki zostały następnie przykryte naciekami kalcytowymi w formie paciorków, które uwięziły je trwale we wnętrzu jaskini. Jest to najbardziej kompletny pojedynczy szkielet człowieka kopalnego, jaki udało się znaleźć.
Wiek znaleziska określany jest na między 130 a 170 tysięcy lat. Morfologicznie prezentuje on wczesne stadium ewolucyjne neandertalczyka – czaszka jest typowo neandertalska, jednak pewne szczegóły, np. wydatne łuki brwiowe, są bardziej archaiczne. Z pobranego ze szkieletu fragmentu kości prawego ramienia udało się wyekstrahować DNA. Jest to najstarszy pozyskany przez paleoantropologów materiał genetyczny neandertalczyka.